# Estreux
Estreux é uma comuna francesa na região administrativa de Altos da França, no departamento do Norte. Estende-se por uma área de 5.3 km². Em 2010 a comuna tinha 990 habitantes (densidade: 186,8 hab./km²).